# إبراهيم عرتن إسماعيل
إبراهيم عرتن إسماعيل "حاجي بكين" (بالصومالية: Ibraahiim Cartan Ismacil)‏ (Xaaji Bakiin) سياسي صومالي، وزير الأمن الحالي في حكومة ولاية بونتلاند الصومالية.

## مسيرته السياسية
ينحدر إبراهيم (حاجي بكين) من ولاية بونتلاند المتمتعة بالحكم الذاتي في شمال شرق الصومال.
شغل منصب رئيس إدارة محافظة باري شمال شرق الصومال في عهد رئيس ولاية بونتلاند عبد الله يوسف أحمد.
في عام 2007 عُين إبراهيم نائبًا لوزير الداخلية في بونتلاند في عهد الرئيس محمود موسى حرسي .  شغل فيما بعد منصب وزير الأمن في بونتلاند.
بجانب عمله السياسي، يعتبر إسماعيل أيضًا رائد أعمال بارز.
في 11 أكتوبر 2023 صدر مرسوم من مكتب رئيس ولاية بونتلاند سعيد عبد الله دني يقضي بتعيين إبراهيم عرتن (حاجي بكين) وزيرا للأمن في حكومة بونتلاند وأدى اليمين الدستورية في 26 أكتوبر 2023